# Gudžranvala
Gudžranvala (paňdžábsky گوجرانوالا) je město v Pákistánu v provincii Paňdžáb. Má podle sčítání lidu z roku 2017 přes dva miliony obyvatel a je pátým největším městem v zemi. Většinu obyvatel tvoří muslimové, hovořící paňdžábštinou a urdštinou. Město se nachází 70 km severozápadně od Láhauru v nadmořské výšce 226 metrů.
Bylo založeno v 18. století a narodil se zde Randžít Singh. Z doby počátků města se dochoval reprezentační pavilon (baradari), městské brány a osmiboký hrob súfijského světce s kopulí. Nyní je město významným průmyslovým centrem a vytváří asi 5 % pákistánského HDP. S městy Sjálkót a Gudžrát tvoří vysoce industrializovanou oblast zvanou „zlatý trojúhelník“. Hlavními odvětvími jsou elektrotechnika, zpracování kovů, činění kůží, výroba textilu, skla, keramiky a cukrovar, okolní úrodná oblast produkuje rýži, obilí, melouny a bavlnu. Na nedaleké řece Čanáb byla vybudována vodní elektrárna.
Původními obyvateli byli kočovní Gudžárové, podle nichž je město pojmenováno. Britové Gudžranvalu ovládli v roce 1848, jejímu ekonomickému rozvoji napomohla poloha na silnici Grand Trunk Road a na železnici z Karáčí do Péšávaru. Nejbližší letiště se nachází v Láhauru. V Gudžranvale sídlí jeden z kampusů Paňdžábské univerzity.